# Alekszej Alekszandrovics Romanov orosz nagyherceg
Alekszej Alekszandrovics orosz nagyherceg (oroszul: Великий князь Алексей Александрович Романов; Szentpétervár, 1850. január 4./14. – Párizs, 1908. november 14.) orosz nagyherceg, az Orosz Cári Haditengerészet főtengernagya, híres vadász.

## Élete

### Családja és gyermekkora
Alekszej Alekszandrovics nagyherceg 1850 januárjában jött világra II. Sándor cár és Mária hesseni hercegnő ötödik gyermekeként, illetve negyedik fiaként. Szülei már kezdettől fogva haditengerészeti pályára szánták, neveltetése is ebben a szellemben folyt.
Nyolcéves korában Konsztantyin Nyikolajevics Poszet admirálist nevezték ki mellé oktatónak; Alekszej Alekszandrovics tízévesen hivatalosan vonult be seregbe. Vele tartott nála négy héttel fiatalabb unokatestvére és egyben jó barátja, Nyikolaj Konsztantyinovics nagyherceg is. Együtt kezdődött meg kiképzésük; 1861-ben a Zabava jacht fedélzetére kerültek Poszet irányítása alatt, főként a Finn-öböl területén hajózva. Alekszej nagyherceg 1864-ben áthelyezték a Szvetlana fregatt fedélzetére; majd 1866 szeptemberében hadnagyi rangra emelkedett. Az Alekszandr Nyevszkij fregatthoz került, mellyel főként a Földközi-tenger vizeit szelte. 1868 és 1870 között a nagyherceg oroszországi körúton vett részt, bejárva a Kaszpi-tenger vidékét és Oroszország északi partvonalát is.

### Alekszandra Zsukovszkaja

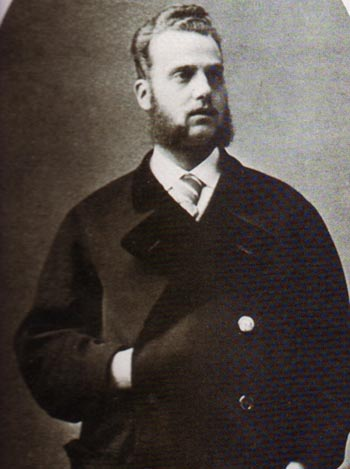
Az ifjú Alekszej Alekszandrovics nagyherceg

1869-ben Alekszej nagyherceg viszonyt létesített Vaszilij Andrejevics Zsukovszkij költő leányával, Alekszandra Vasziljevna Zsukovszkaja udvarhölggyel (1842–1899). Kapcsolatukból 1871. november 26-án egy fiúgyermek született:
- Alekszej Alekszejevics Beljovszkij-Zsukovszkij gróf (1871–1931), állítólag a szovjetek ölték meg valahol a Kaukázusban.

Egyes történészek szerint Alekszej Alekszandrovics és Alekszandra Vasziljevna az 1870-es év folyamán összeházasodtak Olaszországban, de a frigyet az orosz ortodox egyház érvénytelenítette. A Romanov-ház Családi Szabályzata szerint ugyanis a házasság törvénytelennek számított, és Alekszej Alekszandrovics elveszítette minden igényét a trónra. A kapcsolatot nem lehetett morganatikusnak, azaz rangon alulinak tekinteni, mivel az ehhez fűződő cári rendelkezések, akárcsak a cári engedéllyel kötendő házasságról szólók csak 1887-ben kerültek bele a szabályzatba. Nincs forrás arra vonatkozóan, hogy Alekszej nagyherceg nőül vette-e Zsukovszkaját, azonban az a tény, hogy a nagyherceg rangért folyamodott Alekszandra Vasziljevna számára a cárhoz, ezt támasztja alá.
II. Sándor cár hallani sem akart fia kapcsolatáról, és kereken visszautasította, hogy bármiféle címet és rangot adományozzon Zsukovszkajának. Az összes európai uralkodói udvar is elzárkózott a nagyherceg kérése elől. 1875-ben Alekszej Alekszandrovics utolsó kétségbeesett próbálkozásának eredményeként San Marino köztársasága március 25-én a „Seggiano bárónő” címet adta Zsukovszkajának és fiának, Alekszej Alekszejevicsnek azzal a lehetőséggel, hogy Alekszej Alekszejevics majd továbbörökítse azt elsőszülött fiára. II. Sándor cár halála után, 1883-ban III. Sándor cár, Alekszej Alekszandrovics bátyja volt az, aki Alekszej Alekszejevics Seggiano báró számára megadta a „Beljovszkij gróf” címet, míg Alekszandra Vasziljevnának a „Zsukovszkaja grófnő” rangot. 1893-ban III. Sándor cár lehetővé tette unokaöccse számára a saját címei használatát is.

### Az amerikai körút

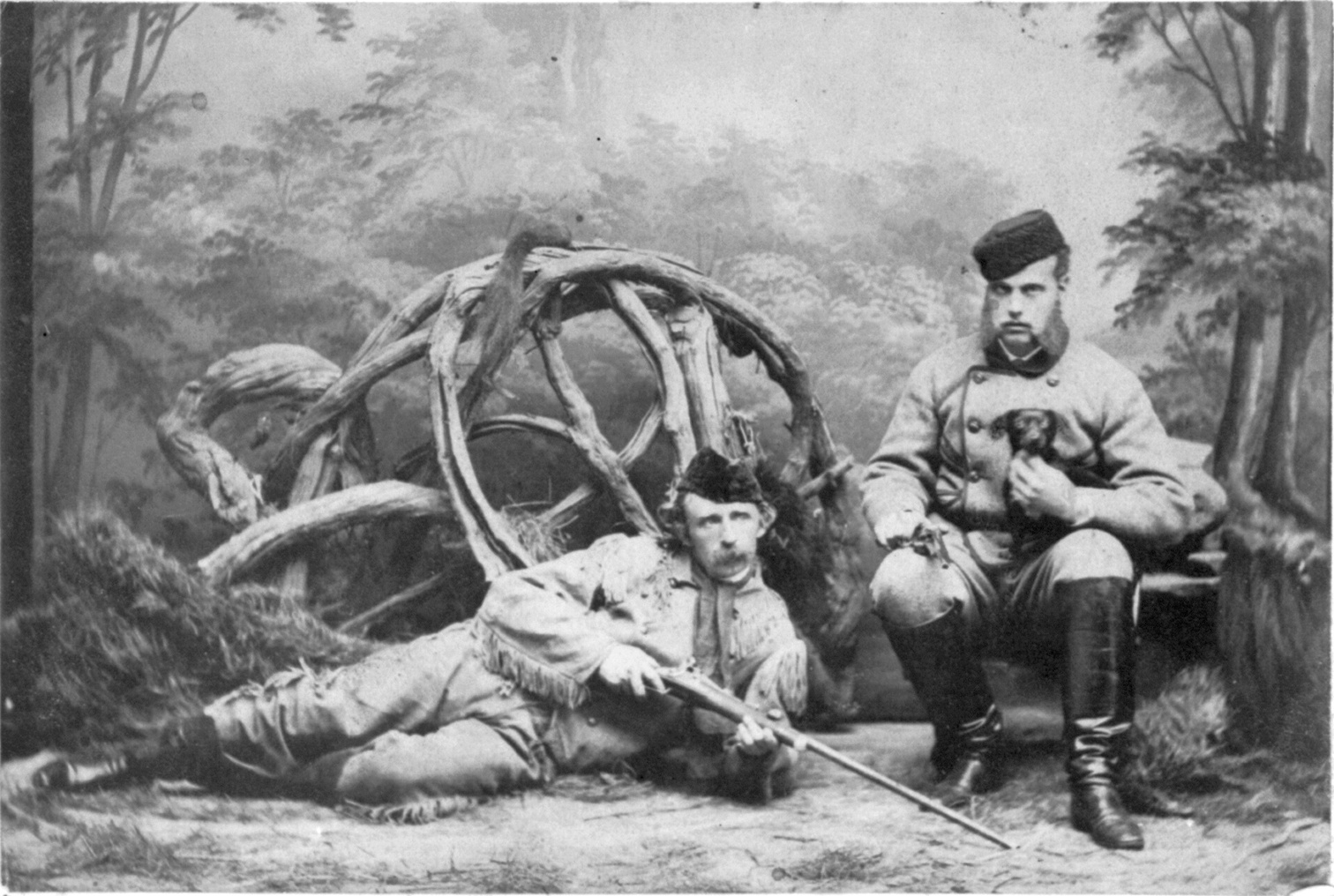
Alekszej Alekszandrovics nagyherceg és Custer tábornok a bölényvadászat végén (1872. január 22.)

1867-ben az Amerikai Egyesült Államokból katonai csoport érkezett látogatóba az Orosz Haditengerészethez. Ezt viszonzandó 1871 júniusában Nyikolaj Karlovics Krabbe orosz haditengerészeti miniszter bejelentette, hogy orosz delegációt küld az Egyesült Államokba, és az oroszok vezetését Alekszej Alekszandrovics nagyhercegre bízza. A cári udvarban elterjedt szóbeszéd szerint az vezetői szerepet II. Sándor cár eszközölte ki fia számára abban a reményben, hogy így elfeledtetheti vele Alekszandra Zsukovszkaját. A több hajót magába foglaló orosz küldöttség 1871 augusztusában futott ki Kronstadt kikötőjéből. Útjuk során számos helyen megálltak, így például Koppenhágában, Plymouthban és Funchalban. November végén érkeztek meg New Yorkba, ahol ünnepélyes fogadtatásban részesítették őket.
November 23-án a nagyherceg vonattal Washingtonba utazott, ahol a Fehér Házban találkozott Ulysses S. Grant elnökkel és kabinetjével. A fővárosban mindössze egy napot töltött el a nagyherceg, és hivatalos fogadást sem rendeztek tiszteletére. November 24-én Alekszej Alekszandrovics már Annapolisban járt, ahol meglátogatta a Haditengerészeti Akadémiát; végül visszatért New Yorkba. December legelejéig maradt a városban, ahol több estélyt, vacsorát adtak tiszteletére; illetve a nagyherceg számos művészeti programon reprezentált. December 3-án észak felé távozott, érintve Philadelphiát és Bostont. December 17-én vonattal utazott Kanadába, ahol látogatást tett Montréal, Ottawa és Toronto mellett a Niagara-vízesésnél is.

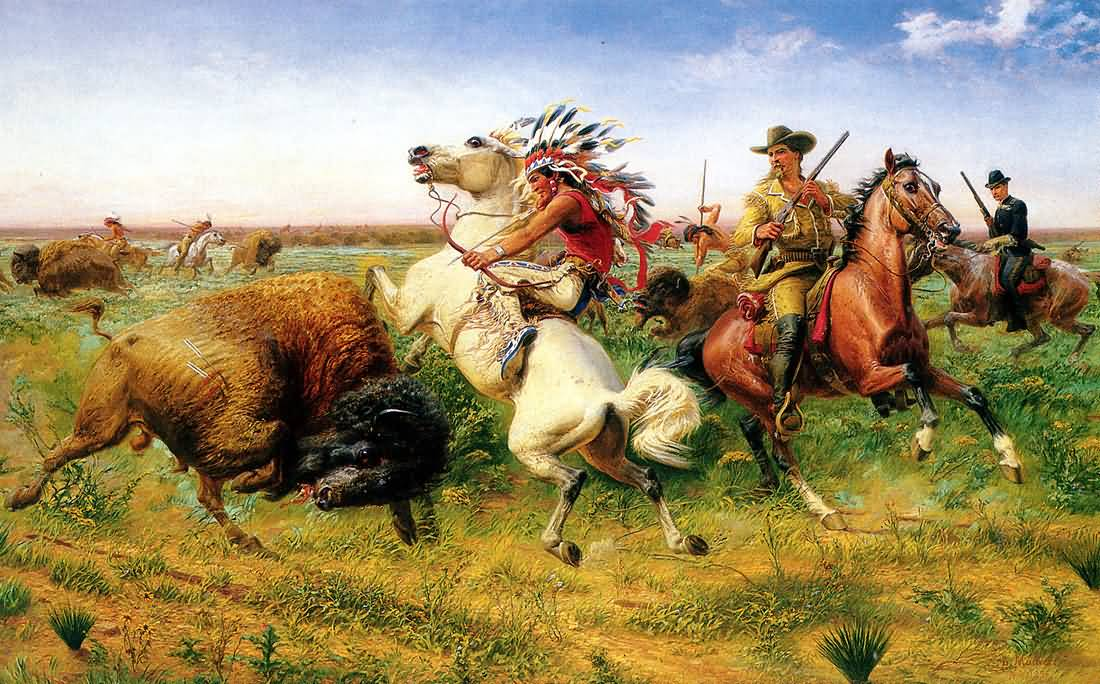
A „nagy királyi bölényvadászat” (1895; Louis Maurer)

A karácsonyt már az Egyesült Államokban töltötte, megállva Clevelandben, Detroitban és Chicagóban. Chicago nagy része akkor romokban hevert az 1871 októberében elszenvedett nagy tűzvésztől; a nagyherceg jelentős összeget adományozott az otthonukat elvesztettek számára. Januárban Omahába utazott, hogy részt vegyen egy bölényvadászaton Philip Sheridan és George Armstrong Custer tábornokok társaságában, William Frederick Cody, azaz „Buffalo Bill” vezetése alatt. Együtt utaztak a vadászmezőkre, ahol a nagyherceget több híres indián törzsfőnök és harcos köszöntötte, így például Foltos Lófarok, a brulé lakoták vezetője. A vadászat január 14-én, Alekszej Alekszandrovics születésnapján vette kezdetét, és két napig tartott. Ezalatt Alekszej nagyherceg több bölényt is leterített, és olyannyira megkedvelte a sportot, hogy miután január 17-én megérkezett Denverbe, rendezett még egy bölényvadászatot. Február elején New Orleansba látogatott, ahol az az évi Mardi Gras karnevál díszvendége volt. Ez volt a nagyherceg egyesült államokbeli körútjának utolsó helyszíne. Az orosz delegáció 1872. február 22-én hajózott ki a floridai Pensacola kikötőjéből.

### A Távol-Keleten
A hazafelé tartó utat többször is megszakították, legelőször Havannában, majd Rio de Janeiróban, ahol a nagyherceg találkozott II. Péter brazil császárral. A visszaút Oroszországba a Távol-Kelet felé vezetett, a küldöttség érintette Fokváros és Szingapúr mellett Hongkongot és Sanghajt is.
Október 15-én az orosz hajók kikötöttek Nagaszakiban, ahol a helyi vezetők üdvözölték őket, és vacsorát adtak a nagyherceg tiszteletére. Október 24-én továbbhajóztak más japán városokba, ahol Alekszej Alekszandrovics találkozott számos japán államférfival, többek között Aruszigava Taruhito japán császári herceggel, a hadsereg magas rangú tisztjével és a császár tanácsadójával. November 5-én a nagyherceget maga Meidzsi japán császár is fogadta. Az uralkodó saját arcképét adta ajándékba a nagyhercegnek, amely hatalmas kegynek számított Japánban. A nagyherceget másnap bemutatták Sóken császárnénak is, majd Meidzsi társaságában részt vett egy katonai díszszemlén.
Alekszej nagyherceg és az orosz küldöttség hajói 1872. november 26-án futottak be Vlagyivosztokba, közel másfél évvel az elindulást követően. A nagyherceg Szibérián keresztül tért vissza az orosz fővárosba.

### Katonai pályafutása
1873-ban Alekszej nagyherceget nevezték ki az Orosz Cári Testőrség tengerészeti részlegének fejévé. Az 1877–78-as orosz–török háború során Alekszej Alekszandrovics volt az Duna-menti orosz tengerészeti haderők parancsnoka. A harcok során tanúsított hősies magatartásáért a háború végeztével Szent György Érdemrenddel tüntették ki.
1882-ben II. Sándor cár halála után a trónt Alekszej nagyherceg bátyja, III. Sándor cár foglalta el. Az új uralkodó elvette nagybátyjától, Konsztantyin Nyikolajevics nagyhercegtől a Haditengerészeti Minisztérium vezetését, és Alekszej Alekszandrovicsra bízta azt. Egy évre rá, 1883-ban a nagyherceg lett az Orosz Cári Haditengerészet főtengernagya. Amellett, hogy Alekszej nagyherceg az orosz flottának parancsolt, számos más, elsősorban gyalogsági ezredben viselt tiszti rangot. Főtengernagynként az ő vállára nehezedett a haditengerészet korszerűsítésének, megreformálásának feladata, melyben bátyja viszonylag szabad kezet adott neki. Külföldi, elsősorban francia és brit mintára új osztályokba sorolta a modernizált hadihajókat, és új cirkálókat helyezett szolgálatba – a leghírhedtebb közülük az Auróra. Felújíttatta Szevasztopol és Port Arthur kikötőjét, valamint új szárazdokkokat építtetett Vlagyivosztokban, Szevasztopolban és Kronstadtban. Az újítások ellenére a nagyherceget sokan kritizálták, elsősorban a stratégiai érzék hiánya okán, illetve amiatt, hogy az újonnan építtetett hadihajók mind külföldi mintákat követtek, ebből kifolyólag pedig jó pár évvel lemaradtak technikailag a legmodernebb modellek mögött.
Az orosz–japán háború kitörésekor 1904-ben az orosz csendes-óceáni flotta egy ideig sikeresen ellenállt a japán támadásoknak, ám a sárga-tengeri csatában az oroszok vereséget szenvedtek, a csuzimai csata során az egész flottát szétverték. A nagyherceget és hibásnak minősített politikáját okolták az elszenvedett vereségekért, így II. Miklós cár, Alekszej Alekszandrovics unokaöccse 1905 júniusának elején leváltotta a nagyherceget az Orosz Haditengerészet éléről.

### Magánélete

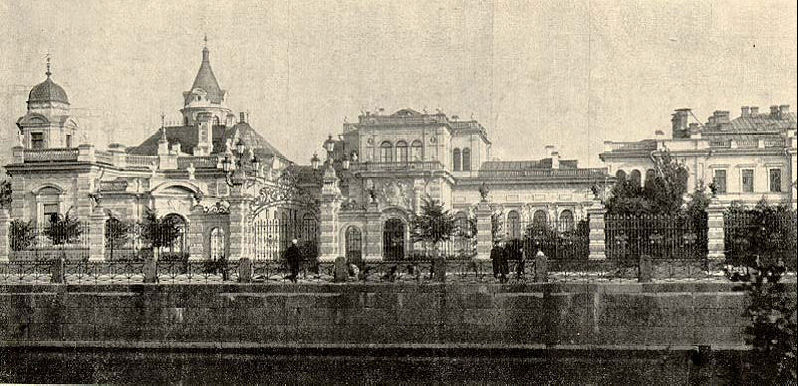
Alekszej Alekszandrovics nagyherceg palotája a Mojka partján (1880)

Az Egyesült Államokból való hazatérte után a nagyherceg megvásárolt egy romos állapotban lévő épületet Szentpétervárott, a Mojka rakpartján. A hatalmas épület a német származású Makszimilian Jegorovics Meszmaher tervei alapján újult meg teljesen, eklektikus külsőt kapva. A szovjet idők alatt a palota állami tulajdonba került, állapota leromlott. Felújításába 2007 környékén kezdtek bele, a tervek szerint 2008 decemberi átadása után zenei kultúrház fog működni benne.
Alekszej nagyherceg szerette a nőket, többen nőfalónak gúnyolták. Szeretőit gyakran váltogatta, mindig az éppen aktuális hölgy társaságában utazott el nyári vakációjára Párizsba vagy Biarritz-ba. Az 1880-as évek végén – miközben Alekszandra Vasziljevna Zsukovszkaja még élt – a nagyherceg viszonyt kezdett Zinaida Szkobelevával (1856–1899), Mihail Dmitrijevics Szkobelev tábornok (1843–1882) leányával, családi becenevén „Zinával”, aki a kor egyik elismert szépségének számított, és 1870-től morganatikus házasságban élt Jevgenyij Makszimilianovics Romanovszkij (Eugène de Beauharnais) leuchtenbergi herceggel (1847−1901), Maximilien de Beauharnais herceg és Marija Nyikolajevna nagyhercegnő fiával. 1878-ban Zinaida Szkobeleva megkapta a „Beauharnais grófné” címet, majd 1889-ben III. Sándor elismerte Leuchtenberg hercegnéjének. Zinaida hercegné tehát tulajdonképpen rokonságban állt Alekszej Alekszandroviccsal, hiszen házassága révén a Romanovszkij-házhoz, a cári család alágához tartozott. Zinaida és Alekszej nagyherceg kapcsolata a nyilvánosság előtt zajlott, maga Jevgenyij Makszimilianovics herceg is tudott róla, sőt, Zinaida és Alekszej Alekszandrovics az ő házában találkozgattak.

### Halála
Alekszej Alekszandrovics leszerelése után vásárolt egy saját házat Párizsban. Ott töltötte legtöbb idejét; a párizsi kulturális élet egyik főszereplőjévé válva. Háza mindig nyitva állott a művészek, írók, költők és színészek számára. Rengeteg pénzt költött el, a családtagok legtöbbjének rosszallása ellenére is. Párizsi házában érte a halál 1908. november 14-én, tüdőgyulladás következtében.
Híres vadászata Buffalo Billel többeket megihletett, mint például Lucky Luke-ot, aki a nagyherceg utazása alapján írta meg Le Grand Duc című művét. Alekszej Alekszandrovics nagyherceg 1862–1907 között írt emlékiratait 2006-ban találták meg, de még nem publikálták.
A nagyherceg fia, Alekszej Alekszejevics Belevszkij-Zsukovszkij gróf 1894-ben nőül vette Marija Petrovna Trubeckaja hercegnőt, akitől négy gyermeke született. A pár később elvált, és Belevszkij-Zsukovszkij gróf másodszor is megházasodott, Natalja Vlagyimirovna Schöpping bárónőt vezette oltár elé, akitől nem származott utódja. Alekszej Alekszejevicset 1932 körül a szovjetek meggyilkolták a Kaukázusban.